# Възнесение Господне (Долна Любата)
„Възнесение Господне“ или „Свети Спас“ (на сръбски: Храм Вазнесења Господњег) е православна църква в босилеградското село Долна Любата, югоизточната част на Сърбия. Част е от Вранската епархия на Сръбската православна църква.
Църквата е в ограден елипсовиден двор, в който се влиза през порта, над която има камбанария. В архитектурно отношение е еднокорабен храм с полукръгла апсида на изток с малък отвор в средата.
Иконостасът е от 1880 година, отбелязана на няколко места, но има и стари икони, датирани 1862, 1863 и 1865. Тези години може да са началната фаза на изграждане на храма, а в 1880 година да е направено голямо обновление. Иконостасът има 35 икони, а в храма има и 6 преносими икони. Иконописец е дебърският майстор Теодосий Колоски от Галичник, който изписва и Бог Отец на свода.